# Іві Лопес
Іван Лопес Альварес (ісп. Iván López Álvarez), відоміший під коротким іменем Іві (ісп. Ivi, нар. 29 червня 1994, Мадрид) — іспанський футболіст, нападник польського клубу «Ракув». Відомий також за виступами низки іспанських клубів різних дивізіонів, зокрема «Хетафе» та «Реал Вальядолід». У складі команди «Ракув» — чемпіон Польщі, дворазовий володар Кубка Польщі та Суперкубка Польщі. Найкращий бомбардир чемпіонату Польщі 2021—2022 років.

## Ігрова кар'єра
Іві Лопес народився 1994 року в Мадриді, та є вихованцем футбольної школи клубу «Хетафе». У дорослому футболі дебютував 2013 року виступами у складі команду другої команди свого рідного клубу, а з 2014 року розпочав грати за першу команду «Хетафе». У складі мадридської команди футболіст грав до кінця сезону 2014—2015 років, після чого перейшов до системи клубу «Севілья», та до 2017 року грав у складі її фарм-клубу «Севілья Атлетіко».
У 2017 році Іві став гравцем клубу Прімери «Леванте», проте до сновного складу команди не пробився, й керівництво клубу до 2020 року віддавало гравця в оренди до різних іспанських клубів, зокрема «Реал Вальядолід», «Спортінг» (Хіхон), «Уеска» та «Понферрадіна».
У 2020 році вже на постійній основі Іві Лопес став гравцем польського клубу «Ракув» з Ченстохови. У польському клубі іспанський нападник відразу ж став гравцем основного складу, й уже в перший сезон виступів став у складі команди володарем Кубка Польщі. Наступний сезон футболіст розпочав виграшем разом із командою Суперкубка Польщі, а в кінці сезону Іві разом із командою знову став володарем Кубка Польщі. Окрім того, за підсумками сезону футболіст з 20 забитими голами став кращим бомбардиром чемпіонату Польщі. У сезоні 2022—2023 років Іві у складі ченстоховської команди став чемпіоном Польщі та фіналістом Кубка Польщі. Проте на початку наступного сезону футболіст отримав травму, що унеможливило його участь у розіграші єврокубків та перших турах чемпіонату.

## Титули і досягнення
- Володар Кубка Польщі (2):

«Ракув»: 2020-21, 2021-22
- Володар Суперкубка Польщі (2):

«Ракув»: 2021, 2022
- Чемпіон Польщі (1):

«Ракув»: 2022-23
- Найкращий бомбардир чемпіонату Польщі (1): 2021-22 (20 м'ячів)[11]